# Republiek Nagorno-Karabach
De Republiek Nagorno-Karabach (Armeens: Լեռնային Ղարաբաղի Հանրապետություն), ook bekend onder de naam de Republiek Artsach (Armeens: Արցախի Հանրապետություն), was een niet-erkende staat in de Kaukasus, die van 1991 tot 2023 bestond. Sindsdien zetelt de regering en het parlement van de republiek in ballingschap in de Armeense hoofdstad Jerevan. De de facto republiek had 145.053 inwoners in 2015, voornamelijk Armeniërs, maar sinds 2023 wonen er vrijwel geen Armeniërs meer. Stepanakert was de hoofdstad en tevens de grootste stad van de republiek.

## Geografie
Geografisch gezien lag de republiek in het noordoosten van het Armeense Hoogland, in het zuidwesten van Azerbeidzjan. Tot de oorlog van 2020 grensde het aan Armenië in het westen, aan Azerbeidzjan in het noorden en oosten, en aan Iran in het zuiden. Na het staakt-het-vuren en de uitvoering van het akkoord van 10 november 2020 werd het gebied dat onder controle was van Nagorno-Karabach omringd door Azerbeidzjan.

## Geschiedenis
De republiek Nagorno-Karabach werd op 2 september 1991 uitgeroepen binnen de grenzen van de Nagorno-Karabachse Autonome Oblast en de aangrenzende Shaumyan-regio van de Azerbeidzjaanse Socialistische Sovjetrepubliek. Een aantal omliggende districten in Azerbeidzjan, die bezet waren door Armeense strijdkrachten, werden later aan de republiek toegevoegd. Geen enkele VN-lidstaat erkende de republiek gedurende zijn bestaan. Het door Nagorno-Karabach gecontroleerde gebied maakte formeel deel uit van het internationaal erkende grondgebied van Azerbeidzjan. In de eerste decennia van haar bestaan had de republiek feitelijk onbetwiste controle over het gebied, maar vanaf 2016 ging Azerbeidzjan over tot stapsgewijze herovering van de republiek.

### Ontstaan
Het gebied werd al sinds de vroege 20e eeuw tussen de Armeniërs en Azerbeidzjanen betwist. In de periode van kortstondige onafhankelijkheid van beide volken tussen 1918 en 1920 werd om het gebied gevochten. Na de annexatie van Armenië en Azerbeidzjan door de Sovjets, werd het vrijwel geheel door Armeniërs bewoonde Nagorno-Karabach aan de Azerbeidzjaanse sovjetrepubliek toegewezen en kreeg het autonomie als de Nagorno-Karabachse Autonome Oblast.
In februari 1988 escaleerden spanningen tussen Armeniërs en Azerbeidzjanen tot een gewelddadig conflict en een oorlog tussen Azerbeidzjan en Nagorno-Karabach. Armenië gaf vanaf het begin hulp aan Nagorno-Karabach en raakte er uiteindelijk ook zelf bij betrokken. Tijdens de oorlog verklaarde Nagorno-Karabach zich in 1991 onafhankelijk, die internationaal niet erkend werd. De republiek lijfde in de daaropvolgende jaren omliggende gebieden van de oorspronkelijke oblast in als bufferzone en om direct aan Armenië te grenzen. In 1994 werd de gewapende strijd gestaakt en sindsdien onderhandelden Armenië en Azerbeidzjan over de toekomstige status van Nagorno-Karabach en was er sprake van een status quo van een feitelijk onafhankelijk Nagorno-Karabach.

### Vierdaagse oorlog in 2016
De jarenlange onderhandelingsronden bereikten voor geen van de partijen bevredigende resultaten, maar vooral voor Azerbeidzjan. Haar ongeduld, toenemende behoefte het traumatische verlies van 1994 te wreken, en andere factoren leidden tot een vierdaagse oorlog in april 2016 waarin Azerbeidzjan een klein stuk territorium wist te veroveren op Nagorno-Karabach. Het was de grootste escalatie van geweld sinds het einde van de eerste oorlog en kostte honderden het leven.

### Eerste fase herovering door Azerbeidzjan in 2020
In 2020 escaleerden de spanningen na aanhoudende Azerbeidzjaanse revanchistische retoriek om Nagorno-Karabach te heroveren en waren er geregeld gewelddadige grensincidenten. Eind september 2020 braken gevechten uit langs de grens van de republiek. Het Azerbeidzjaanse leger slaagde erin terreinwinst te boeken en delen van Nagorno-Karabach te veroveren, met name de bufferzone in het zuiden. Het betrof gewest Hadrut en het zuiden van Kasjatag tot aan de grens van de zuid-Armeense provincie Sjoenik. Ook zuidelijke delen van de oorspronkelijke oblast, de kern van de republiek, werden veroverd, inclusief de stad Sjoesja vlakbij hoofdstad Stepanakert.
Het noopte Nagorno-Karabach na 44 dagen tot een staakt-het-vuren. In het bestand, dat onder Russische bemiddeling tot stand kwam, werd Nagorno-Karabach gedwongen in de daaropvolgende maanden de overige gebieden die buiten de oorspronkelijke oblast lagen over te dragen aan Azerbeidzjan. Hieronder was ook het gebied tussen de republiek en Armenië met de vitale Laçın-corridor. Rusland zou een vredesmissie stationeren in Nagorno-Karabach en de wegcorridor bewaken, zodat de bewoners van Nagorno-Karabach vrij naar Armenië konden reizen.

### Herovering door Azerbeidzjan in 2023
Aangemoedigd door het succes van 2020, begon Azerbeidzjan al snel de druk op te voeren op Armenië en Nagorno-Karabach. De Laçın-corridor werd maandenlang afgesloten, waardoor Nagorno-Karabach afgesloten werd van de buitenwereld en de humanitaire situatie erop achteruit ging. Op 19 en 20 september 2023 voerde Azerbeidzjan een militaire operatie uit tegen de strijdkrachten van de Republiek Nagorno-Karabach, waarbij het binnen een dag de volledige controle over de regio verkreeg. De vertegenwoordigers van Nagorno-Karabach kondigden een staakt-het-vuren aan onder voorwaarden die in feite neerkwamen op een capitulatie van de republiek. Als gevolg van het Azerbeidzjaanse offensief sloegen de inwoners van de republiek op de vlucht naar Armenië via de Laçın-corridor. In oktober 2023 waren vrijwel alle van de naar schatting 120.000 inwoners het gebied ontvlucht. 
Op 28 september 2023 ondertekende de leider van de republiek Nagorno-Karabach, Samvel Shahramanyan, een decreet over het beëindigen van het bestaan van de republiek per 1 januari 2024, maar op 22 december 2023 kwam hij daarop terug en stelde dat het decreet ongeldig was. Sinds de Azerbeidzjaanse overname van Nagorno-Karabach verblijft de regering in ballingschap in Jerevan en controleert het geen territorium meer. De Azerbeidzjaanse autoriteiten begonnen op 5 maart 2024 met de afbraak van het Karabach-Armeense parlementsgebouw, omdat de bouw ervan illegaal zou zijn geweest. Het parlement van Nagorno-Karabach beschuldigde Azerbeidzjan van vandalisme en stelde in een verklaring dat Azerbeidzjan alle Armeense sporen probeert te wissen.

## Internationale erkenning
De internationale gemeenschap, inclusief Armenië, erkende de onafhankelijkheid van Nagorno-Karabach niet, omdat men vredesonderhandelingen tussen Armenië en Azerbeidzjan niet in de weg wilde staan. In deze onderhandelingen stond de status van Nagorno-Karabach centraal. Nagorno-Karabach werd wel erkend door Abchazië, Zuid-Ossetië en Transnistrië, die zelf ook niet algemeen erkend worden. Nagorno-Karabach was passief deelnemer aan de Gemeenschap voor democratie en rechten van staten, die voornoemde drie de facto staten in 2006 oprichtten.

## Bestuurlijke indeling
De Republiek Nagorno-Karabach kende naast de centrale overheid ook andere bestuurslagen, territoriale onderdelen waar regels vastgesteld en/of beslissingen werden genomen over bepaalde gebieden en/of hun bewoners. Het betreft de volgende bestuurslagen:
| centraal niveau                                                              | centraal niveau         | gemeenteniveau                   |
| Republiek Nagorno-Karabach - Արցախի Հանրապետություն Arts'akhi Hanrapetut'jun |                         | stad Stepanakert - քաղաք, kaghak |
| Republiek Nagorno-Karabach - Արցախի Հանրապետություն Arts'akhi Hanrapetut'jun | provincies - մարզ, marz | steden - քաղաք, kaghak           |
| Republiek Nagorno-Karabach - Արցախի Հանրապետություն Arts'akhi Hanrapetut'jun | provincies - մարզ, marz | dorpen - գյուղ, gyugh            |
| 1. 2. 3. 4. 5.                                                               |                         |                                  |